# 大鉄十字星章
大鉄十字星章(だいてつじゅうじほししょう、ドイツ語: Stern zum Großkreuz des Eisernen Kreuzes)は、プロイセン王国における最高位の軍事功労章である。その後、ナチス・ドイツでも制定されたが、受章者はいなかった。

## 概要
1813年3月10日に制定された大鉄十字星章は、プロイセンに対し最大かつ敬服すべき軍事的貢献をした者にのみ贈られた。ドイツ統一後は、他の鉄十字章と同様に、皇帝がプロイセン国王の資格で授与することとなった。しかし、受章資格があまりにも厳しく、過去、実際に受章したのはゲプハルト・レベレヒト・フォン・ブリュッヘル陸軍元帥(1813年)とパウル・フォン・ヒンデンブルク陸軍元帥(1914年)の2人だけであり、一世紀に1人しか受章者がでないほどであった。
1939年、ナチス・ドイツで制定された大鉄十字星章は、ドイツが第二次世界大戦で勝利した際に最も活躍した軍人へ授与する予定であった。しかし1945年にドイツが敗戦したため、大鉄十字星章は幻となった。帝国元帥であったヘルマン・ゲーリングは大鉄十字章受章にとどまっている。
戦後、連合軍に接収され、アメリカ・ニューヨーク州の陸軍士官学校付属博物館に保管されている。

## 種類

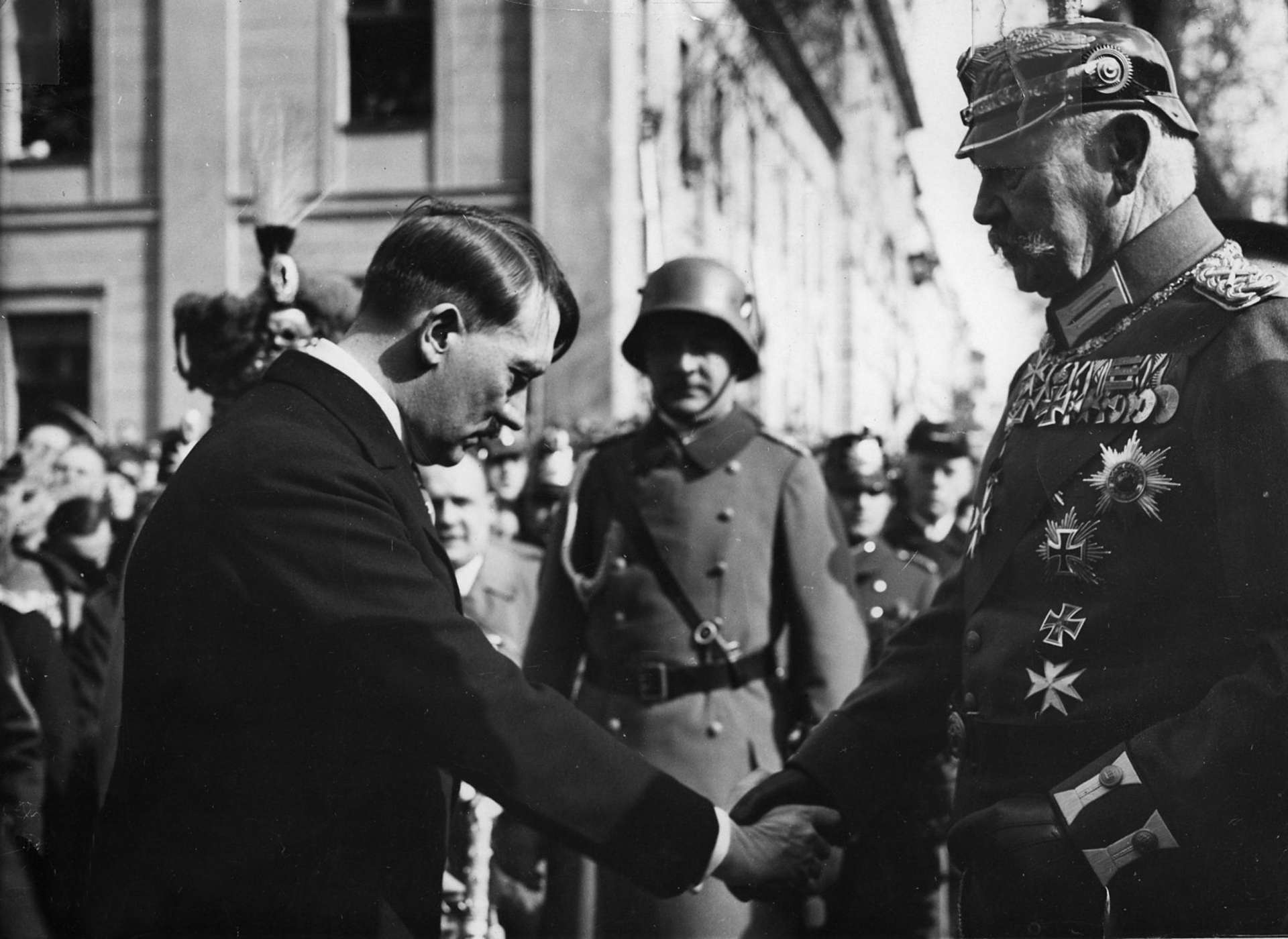
アドルフ・ヒトラーと握手をするヒンデンブルク。彼が左半身真ん中あたりで佩用している勲章が大鉄十字星章。

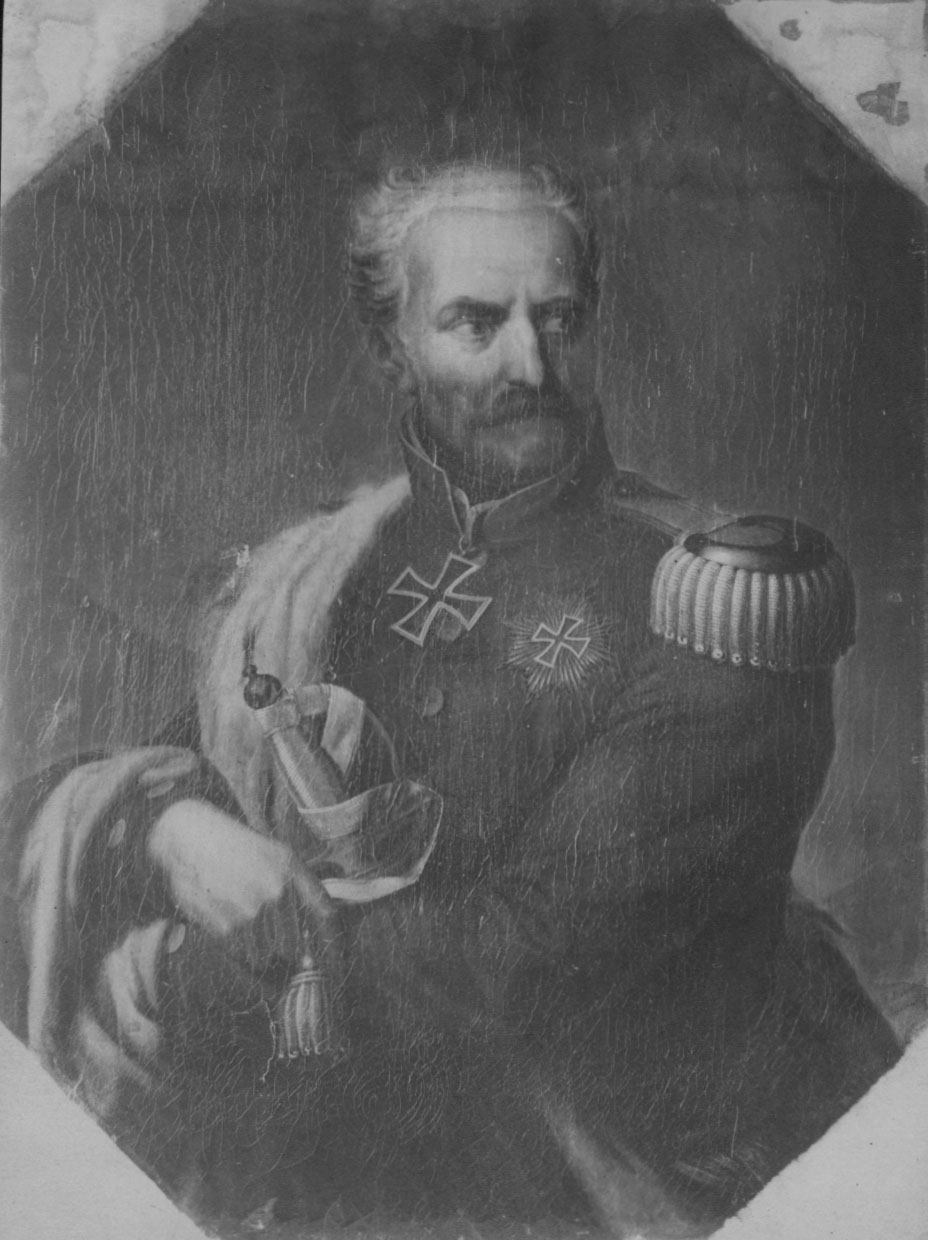
ブリュッヘルの肖像画。左胸に佩用している勲章が大鉄十字星章。

| 勲章 | 名称                 | 受章者                                               |
| ---- | -------------------- | ---------------------------------------------------- |
|      | 大鉄十字星章1813年章 | ゲプハルト・レベレヒト・フォン・ブリュッヘル陸軍元帥 |
|      | 大鉄十字星章1914年章 | パウル・フォン・ヒンデンブルク陸軍元帥               |
|      | 大鉄十字星章1939年章 | なし                                                 |